# HAT-P-26
HAT-P-26 は、おとめ座の方向におよそ466光年離れた位置にある恒星である。HAT-P-26 の周囲には、少なくとも1つの太陽系外惑星が発見されている。

## 特徴
| 太陽 | HAT-P-26  |
| ---- | --------- |
| 太陽 | Exoplanet |

HAT-P-26 は、スペクトル型がK1に分類されるK型主系列星で、光球面の有効温度は約 5,080 K、金属量は太陽と大きく違わず、年齢は見積もりに大きな幅があるが、大体90億年程度とみられる。彩層の輝線スペクトルの観測から、HAT-P-26 は彩層での活発な活動がみられない静穏な恒星と考えられる。
HAT-P-26 の近赤外線スペクトルを分析したところ、K1型の恒星とは別に有効温度が 4,000 K 程度の恒星の成分が含まれる可能性があることがわかった。この伴星候補は、実在するとすれば主星（HAT-P-26）から 54 au 以内に位置しており、ここまで接近していれば撮像による伴天体捜索で検出されていないことと矛盾しない。

## 惑星系

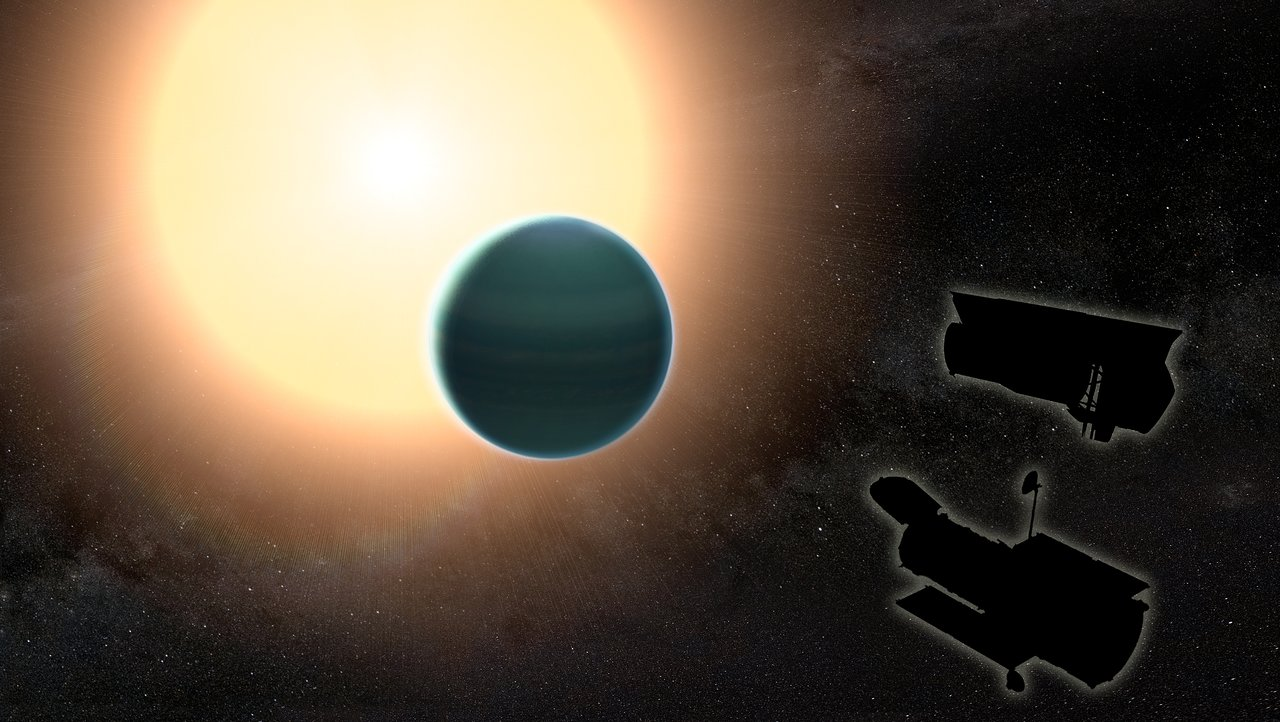
大気の観測が行われたHAT-P-26b。出典: NASA / GSFC

2010年、太陽系外惑星の観測を行っているHATネットによって、HAT-P-26 の周囲を公転している海王星型惑星 HAT-P-26b が発見された。HAT-P-26b は、HATネットがアリゾナ州とハワイ州に設置した望遠鏡で、HAT-P-26 の手前で伴天体がトランジット（通過）を起こす様子が検出され、フレッド・ローレンス・ホイップル天文台などの追観測により、惑星であることが明らかになった。HAT-P-26b は、母星の周囲を4.23日周期で公転しており、質量は海王星より若干大きいだけだが、半径は海王星より 65% 程度大きく、膨張した惑星である。
HAT-P-26b は、主星が放射する光が大気を透過してきたスペクトルを観測することで、大気の組成などがよく調べられている。その結果、HAT-P-26b の大気には水蒸気が存在する証拠があり、大気組成全体の 1.5+2.1
−0.9% を占めると見積もる研究もあったが、2023年には 12 ± 2% を占めているとする研究も公表されている。その他の物質では、カリウムが欠乏し、炭素も酸素との比較で乏しく、一方で金属量は太陽系の惑星と同等以上に豊富で、チタンやクロム、スカンジウムなどの水素化物が存在するとみられる。
HAT-P-26 ではスペクトルにわずかながらズレが生じ、また、光度曲線から HAT-P-26b のトランジットによる減光を差し引いた残差が微妙に曲線を描いており、HAT-P-26b の軌道が変化している可能性があったことから、詳細な測光観測が行われた。その結果、HAT-P-26b が手前を通過するタイミングに4分程度の周期的な変化（トランジットタイミング変化）がみられ、類似の現象の例（例えばWASP-10を参照）から、第2の惑星が存在する可能性が検討されている。約7年間に及ぶ33回の HAT-P-26b のトランジットの記録を分析した2023年の研究では、やはり HAT-P-26b が手前を通過するタイミングに1.28分の周期的な変化が確認された。この観測結果は、HAT-P-26bと1：2の軌道共鳴の状態にある木星の2%（地球の約6.4倍）の質量を持った惑星に起因している可能性があると推測された。太陽系外惑星エンサイクロペディアではこの天体を「HAT-P-26c」とし、「Candidate（惑星候補）」として位置付けた上でサイト上に掲載している。
また2024年には、HAT-P-26b と同様にトランジット法での観測から、HAT-P-26bの外側を別の惑星が公転している別の惑星が存在している可能性が示された。2023年の研究で示されていた惑星候補 HAT-P-26c が存在すると仮定した場合、トランジットを起こす兆候は確認されておらず、一方でこの研究では地球の約2倍の大きさを持った惑星が HAT-P-26b と2：3の軌道共鳴の関係にある状態に近くなる6.59日の周期で主星の周囲を公転していれば観測結果を上手く説明することができるとしている。太陽系外惑星エンサイクロペディアではこの惑星候補を「HAT-P-26d」と呼称しており、先述の HAT-P-26c とは区別して登録している。
| 名称 （恒星に近い順） | 質量             | 軌道長半径 （天文単位） | 公転周期 (日)       | 軌道離心率    | 軌道傾斜角    | 半径                  |
| --------------------- | ---------------- | ----------------------- | ------------------- | ------------- | ------------- | --------------------- |
| b (Guataubá)          | 0.059 ± 0.007 MJ | 0.0479 ± 0.0006         | 4.23450236 ± 3×10−8 | 0.124 ± 0.060 | 87.31 ± 0.09° | 0.565+0.072 −0.032 RJ |
| d (候補)              | 4.8+3.5 −2.0 M⊕  | —                       | 6.594+0.009 −0.007  | —             | —             | 1.97 ± 0.20 R⊕        |
| c (候補)              | ~6.36 M⊕         | —                       | 8.47                | —             | —             | —                     |

## 名称
2022年、ジェイムズ・ウェッブ宇宙望遠鏡の優先観測目標候補となっている太陽系外惑星のうち、20の惑星とその親星を公募により命名する「太陽系外惑星命名キャンペーン2022（NameExoWorlds 2022）」において、HAT-P-26とHAT-P-26bは命名対象の惑星系の1つとなった。このキャンペーンは、国際天文学連合（IAU）が「持続可能な発展のための国際基礎科学年（IYBSSD2022）」の参加機関の一つであることから企画されたものである。2023年6月、IAUから最終結果が公表され、HAT-P-26はGuahayona、HAT-P-26bはGuataubáと命名された。Guahayonaは、タイノ神話の英雄で「自らの光で輝く」とされ、金星に比定される。Guataubáは、タイノ神話でハリケーンの前触れとして雲や稲妻、雷鳴をもたらす。